# سيزيف (حوار)
سيزيف ( /ˈsɪsɪfəs/ ، (باليونانية: Σίσυφος)‏) محاورة مزعومة من محاورات أفلاطون. تم تضمين الحوار في طبعة ستيفانوس المنشورة في جنيف عام 1578. الاعتقاد السائد الآن أن الحوار ليس لأفلاطون، وعلى الأرجح يعود تاريخ الحوار للقرن الرابع قبل الميلاد، ويُفترض أن مؤلفه كان تلميذًا لأفلاطون.

## ملخص
الحوار بين سقراط وسيزيف الفرسالاي. حيث يرى سيزيف أن التروي يتيح للفرد أن يسلك أفضل السبل، لكن سقراط محتار في ماهية التروي، والفرق بينه وبين التخمين. في نهاية الحوار، يتضح أن سيزيف لا يعرف ماهية التروي. ويبدو أن الحوار يدور حول فكرة التروي الجيد (euboulia) والتي كان من دعاتها إيسقراط. يستخدم المؤلف مصطلح Dialegesthai (ديالجستاي) بأسلوب غير أفلاطوني ليس للإشارة إلى الديالكتيك، ولكن إلى ما اعتبره أفلاطون إريستيًا (الجدل). 

## روابط خارجية
- Sisyphus translated by George Burges